# Earl of Pembroke
Earl of Pembroke ist ein erblicher britischer Adelstitel in der Peerage of England, benannt nach der Ortschaft Pembroke bzw. der naheliegenden Burg Pembroke Castle in Wales. Außerdem wurde auch einmal der Titel eines Marquess of Pembroke verliehen (siehe Anne Boleyn).
Familiensitz der heutigen Earls ist Wilton House in Wiltshire.

## Verleihungen
Der Titel wurde insgesamt zehnmal verliehen. Erstmals erfolgte dies 1138 durch den englischen König Stephan an Gilbert de Clare. Mit dem Aussterben dieser Linie des Hauses Clare erlosch der Titel 1185.
Die zweite Verleihung erfolgte nur vier Jahre später an Sir William Marshal aus der Familie Marshal, einen der berühmtesten und besten Ritter seiner Zeit. Dieser hatte die älteste Tochter des zweiten Earls der vorhergehenden Verleihung geheiratet. Der Titel erlosch 1245, als der letzte Sohn Marshals ohne Erben starb.
Zwei Jahre danach, also 1247, wurde der Titel zum dritten Mal kreiert, nunmehr für William de Valence, einen einflussreichen englisch-französischen Peer und Halbbruder König Heinrichs III., der Joan de Munchensi, eine Enkelin von William Marshal, geheiratet hatte. 1324 erlosch die Würde wiederum, als dessen Sohn starb.
Am 1. September 1532 machte König Heinrich VIII. seine damalige Geliebte und spätere Ehefrau Anne Boleyn zur Marchioness of Pembroke bzw. Marquess of Pembroke aus eigenem Recht – sein Großonkel Jasper Tudor war Earl of Pembroke gewesen, und Heinrichs Vater Heinrich VII. wurde hier geboren. Er erlosch, da Anne Boleyn ohne männliche Nachkommen verstarb. Hätte allerdings ihre einzige Tochter Elizabeth den Titel erben können, wäre er ohnehin mit der Krone verschmolzen.
Der Titel des heutigen Earls of Pembroke wurde 1551 in zehnter Verleihung für den Höfling William Herbert aus der Familie Herbert geschaffen. Heutiger Titelinhaber ist dessen Nachfahre William Herbert, 18. Earl of Pembroke.

## Nachgeordnete Titel
Der heutige Earl of Pembroke trägt auch den Titel Earl of Montgomery (1605), der dem jüngeren Sohn des zweiten Earls verliehen wurde, bevor er als vierter Earl of Pembroke folgte, sowie die nachgeordneten Titel Baron Herbert of Cardiff, of Cardiff in the County of Glamorgan (1551), Baron Herbert of Shurland, of Shurland auf der Isle of Sheppey in the County of Kent (1605) und Baron Herbert of Lea, of Lea in the County of Wiltshire (1861). Alle diese Titel gehören zur Peerage of England, mit Ausnahme des letzten, der zur Peerage of the United Kingdom gehört.

## Liste der Earls und Marchioness of Pembroke

### Earls of Pembroke, erste Verleihung (um 1138)
- Gilbert de Clare, 1. Earl of Pembroke (1100–1148)
- Richard de Clare, 2. Earl of Pembroke (1130–1176)
- Gilbert de Striguil, 3. Earl of Pembroke (1173–1185)

Wappen der Earls of Pembroke zweiter Verleihung

### Earls of Pembroke, zweite Verleihung (1189)
- William Marshal, 1. Earl of Pembroke (1144–1219)
- William Marshal, 2. Earl of Pembroke (1190–1231)
- Richard Marshal, 3. Earl of Pembroke (um 1191–1234)
- Gilbert Marshal, 4. Earl of Pembroke († 1241)
- Walter Marshal, 5. Earl of Pembroke (um 1199–1245)
- Anselm Marshal, 6. Earl of Pembroke († 1245)

Wappen der Earls of Pembroke dritter Verleihung

### Earls of Pembroke, dritte Verleihung (1247)
- William de Valence, 1. Earl of Pembroke (um 1225–1296)
- Aymer de Valence, 2. Earl of Pembroke (1270–1324) (erloschen)

Wappen der Earls of Pembroke vierter Verleihung

### Earls of Pembroke, vierte Verleihung (1339)
- Lawrence Hastings, 1. Earl of Pembroke (1318–1348)
- John Hastings, 2. Earl of Pembroke (1347–1375)
- John Hastings, 3. Earl of Pembroke (1372–1389) (erloschen)

Wappen der Earls of Pembroke fünfter Verleihung

### Earls of Pembroke, fünfte Verleihung (1414)
- Humphrey, Duke of Gloucester, Earl of Pembroke (1390–1447) (erloschen)

Wappen der Earls of Pembroke sechster Verleihung

### Earls of Pembroke, sechste Verleihung (1447)
- William de la Pole, 1. Duke of Suffolk, 1. Earl of Pembroke (1396–1450) (erloschen)

### Earls of Pembroke, siebente Verleihung (1452)
- Jasper Tudor, 1. Duke of Bedford, 1. Earl of Pembroke (um 1431–1495) (verwirkt 1461; wiedereingesetzt 1485) (erloschen)

### Earls of Pembroke, achte Verleihung (1468)
- William Herbert, 1. Earl of Pembroke (1423–1469)
- William Herbert, 2. Earl of Pembroke († 1490) (Verzicht 1479)

### Earls of Pembroke, neunte Verleihung (1479)
- Eduard Plantagenet, 1. Earl of Pembroke (1470–1483) (mit der Krone verschmolzen 1483)

### Marquess of Pembroke (1533)
- Anne Boleyn, Marchioness of Pembroke (1507–1536)

Wappen der Earls of Pembroke zehnter Verleihung

### Earl of Pembroke, zehnte Verleihung (1551)
- William Herbert, 1. Earl of Pembroke (1501–1570)
- Henry Herbert, 2. Earl of Pembroke (1538–1601)
- William Herbert, 3. Earl of Pembroke (1580–1630)
- Philip Herbert, 4. Earl of Pembroke, 1. Earl of Montgomery (1584–1649)
- Philip Herbert, 5. Earl of Pembroke, 2. Earl of Montgomery (1621–1669)
- William Herbert, 6. Earl of Pembroke, 3. Earl of Montgomery (1642–1674)
- Philip Herbert, 7. Earl of Pembroke, 4. Earl of Montgomery (um 1652–1683)
- Thomas Herbert, 8. Earl of Pembroke, 5. Earl of Montgomery (1656–1733)
- Henry Herbert, 9. Earl of Pembroke, 6. Earl of Montgomery (1693–1750)
- Henry Herbert, 10. Earl of Pembroke, 7. Earl of Montgomery (1734–1794)
- George Augustus Herbert, 11. Earl of Pembroke, 8. Earl of Montgomery (1759–1827)
- Robert Henry Herbert, 12. Earl of Pembroke, 9. Earl of Montgomery (1791–1862)
- George Herbert, 13. Earl of Pembroke, 10. Earl of Montgomery (1850–1895)
- Sidney Herbert, 14. Earl of Pembroke, 11. Earl of Montgomery (1853–1913)
- Reginald Herbert, 15. Earl of Pembroke, 12. Earl of Montgomery (1880–1960)
- Sidney Herbert, 16. Earl of Pembroke, 13. Earl of Montgomery (1906–1969)
- Henry Herbert, 17. Earl of Pembroke, 14. Earl of Montgomery (1939–2003)
- William Herbert, 18. Earl of Pembroke, 15. Earl of Montgomery (* 1978)

Titelerbe (Heir Apparent) ist sein Sohn Reginald Henry Michael Herbert, Lord Herbert (* 2012).

Bis zu dessen Geburt war lange Zeit George Herbert, 8. Earl of Carnarvon (* 1958) voraussichtlicher Erbe (Heir Presumptive) beider Earlswürden, aber nicht der Baronie Herbert of Lea.